# Château de Cornay
Le château de Cornay est une demeure située à Cornay, en Ardennes (France), aux frontières de la Champagne et de la Lorraine.
Ce château, implanté sur une terrasse à flanc de coteau, appartient depuis sa construction, il y a quatre siècles, à la même famille, la famille de Pouilly. Une famille liée par le métier des armes à ce pays d'Argonne ardennaise et à la nation française. Mais ce château n'est pas militaire. C'est un logis d'agrément, du XVIIe siècle, profondément remanié au XIXe siècle et au début du XXe siècle, en conservant son style Renaissance.

« Manoir idéal pour les séjours d'été, tourné par sa façade principale au vent frais d'est, allongé dans l'ombre de l'église fortifiée, protégé des promiscuités et des bruits par un bosquet aux lacets montagnards, le château de Cornay est une demeure aimable et bien proportionnée »

— Suzanne Briet
Comme un clin d’œil aux visiteurs, l'édifice rappelle également par quelques détails deux activités du village de Cornay au XIXe siècle, la sculpture sur pierre et la viticulture.

## Description

### Le château
Le château est aujourd'hui constitué d'un corps d'habitation complété au sud d'une aile en équerre avec porte charretière. Une tour carrée ponctue chaque extrémité, aux murs plus hauts que ceux du corps du logis, avec toit à quatre versants et lucarnes à fronton. Un petit pavillon est également placé dans l'angle extérieur des deux bâtiments en équerre, avec une porte surmontée d'un cartouche encadré d'un bandeau de pierres sous un fronton à la moulure ronde.
La demeure est construite en moellons de gaize, extraite d'une carrière proche. À cette pierre de paie est juxtaposée une pierre jaune de Buzancy, utilisée pour les chaines d'angles, les encadrements de portes et de fenêtres, les moulures et les corniches. Le jeu entre ces deux matériaux donne du rythme et du charme à la principale façade.
Les toitures d'ardoises, assez hautes, s'agrémentent de lucarnes à la décoration élaborée, dans un style néogothique : ces lucarnes sont encadrées par des allèges moulurées, avec un bas-relief orné de deux coquilles et coiffées de gâbles. Le rampant du mur de refend est également décoré de gargouilles dressées vers le ciel.
Au-dessus d'un linteau de porte, une pierre porte la date de 1608 et représente une maison forte avec toit à quatre pans, et porte cochère avec herse, encadrée de deux tours à poivrière, le tout se détachant d'un fronton à volutes porté par deux colonnes torses. Une vue de la demeure initiale du XVIIe siècle ?
La façade principale, côté cour, est animée par deux moulures, sur lesquelles se détachent, à intervalle régulier, de courtes nervures terminées chacune par une pierre sculptée au décor de feuilles. Entre la moulure supérieure et la corniche, des sculptures ont été placées, en forme de gueules avec bouches géantes et chevelure.
Dans l'angle entre le corps du logis et l'aile en équerre, une échauguette a été insérée, sur une trompe en éventail, coiffée d'une poivrière, effaçant l'angle de jonction des deux façades.
La tour au sud-est, la plus en bordure de la terrasse, offre côté cour une porte au décor de style flamboyant, s'inscrivant, tel un vitrail de pierre, dans un cadre rectangulaire mouluré.
Sur le pignon nord, sous un dais de style gothique ou flamboyant, un lion de pierre se dresse, les pattes avant appuyées sur un écu !

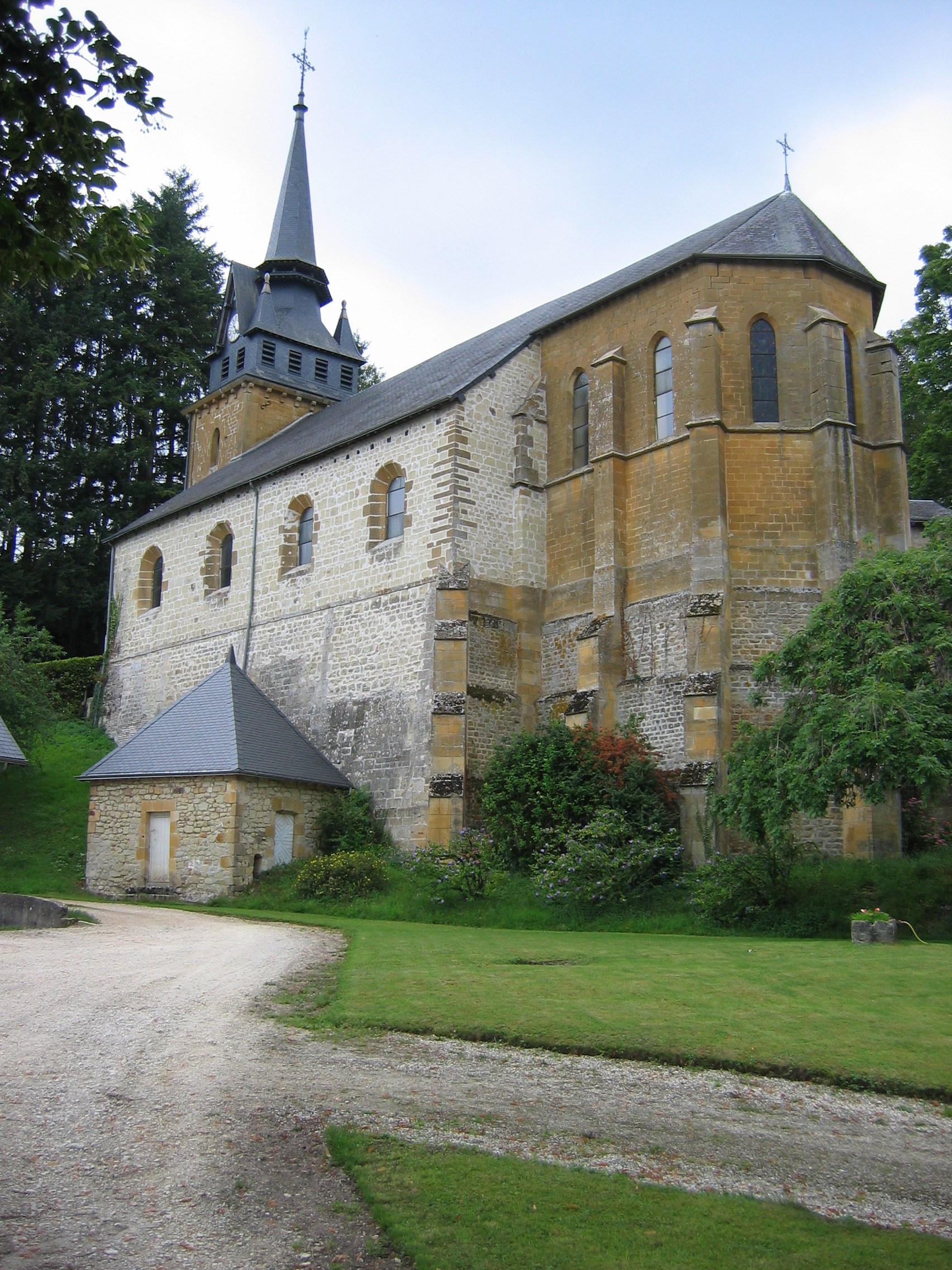
Église de Cornay vue du château.
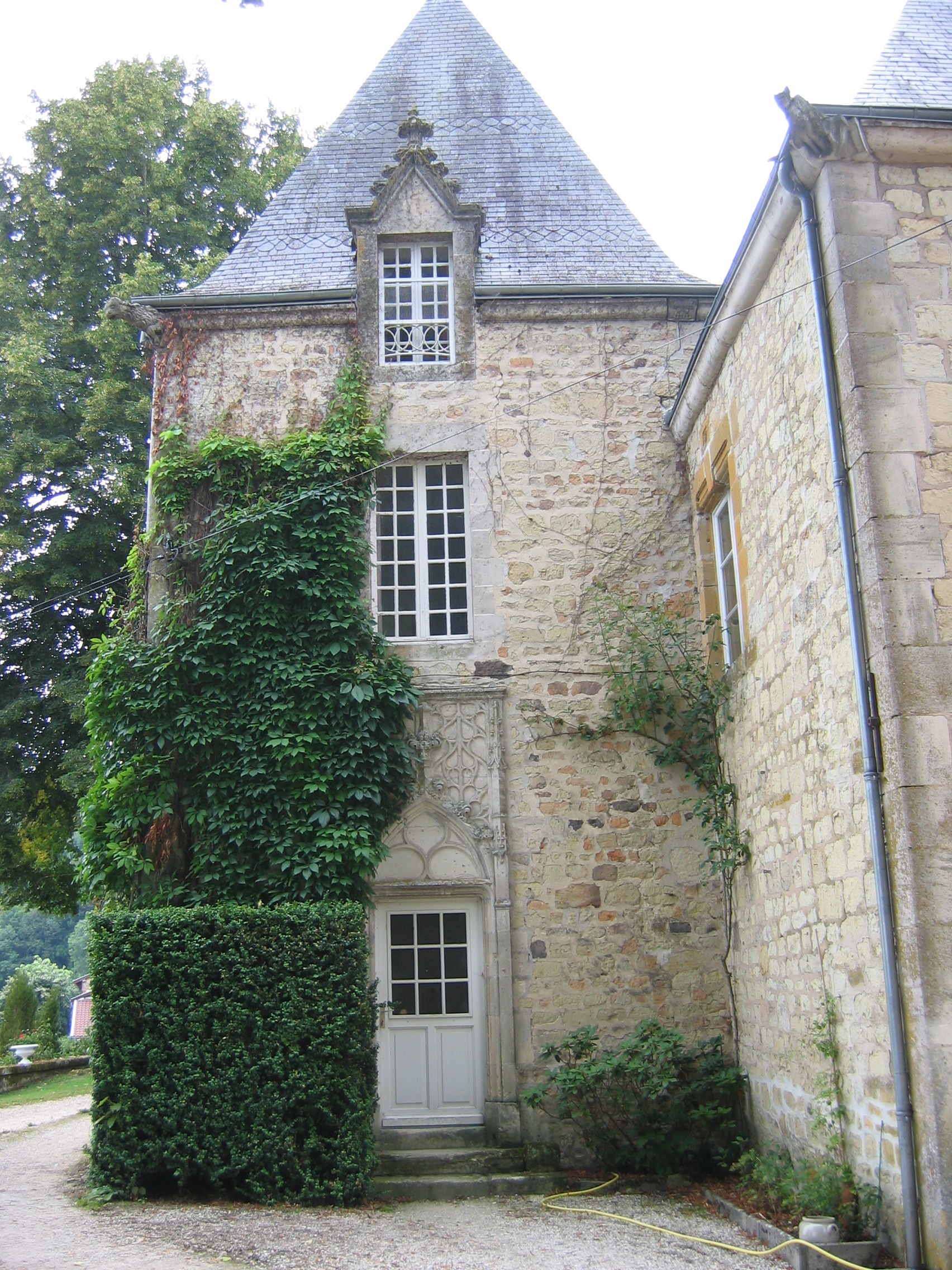
Tour carrée au sud-est.
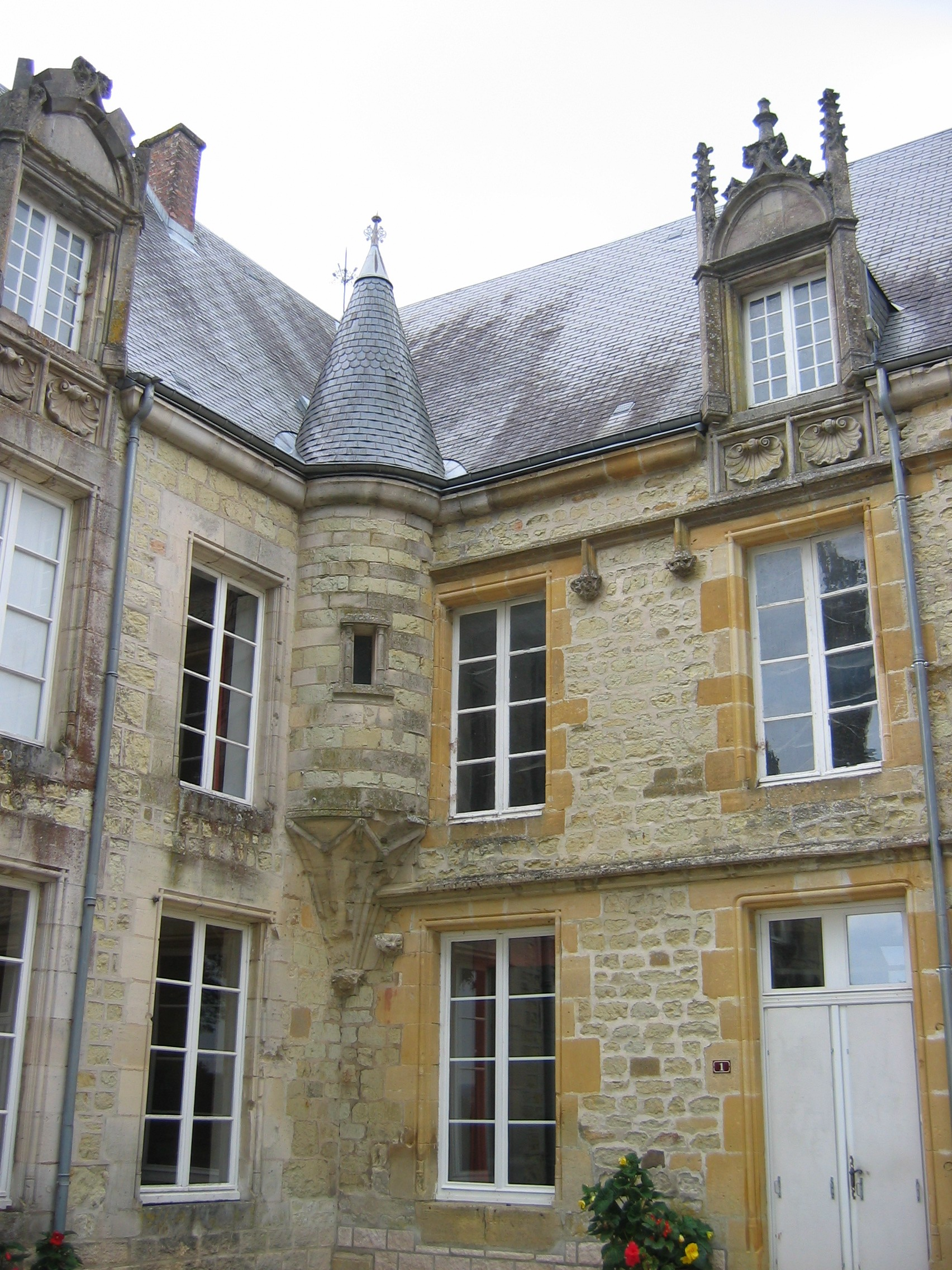
Échauguette.

L'ensemble constitue un château d'agrément, dans un style Renaissance, conçu pour être habitable et agréable, et non une construction militaire. Ainsi, outre les nombreux jeux décoratifs, dont les principaux ont été cités, le nombre d'ouvertures est important, et ce sont de grandes et hautes fenêtres.

### La porte du vigneron

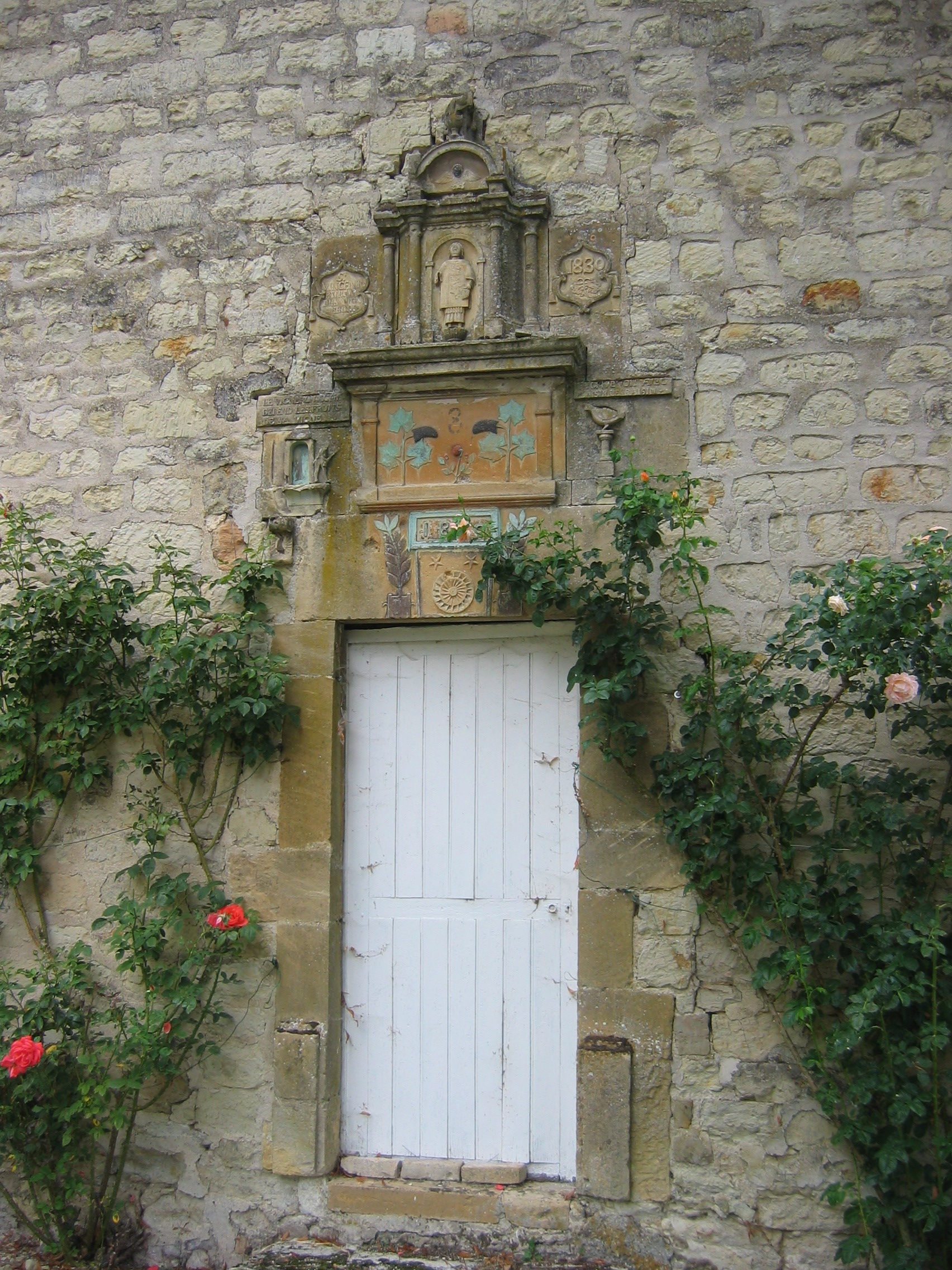
Porte du vigneron.

Le décor d'une maison de vigneron du village de Cornay, maison qui s'écroulait après les dommages dus à la Première Guerre mondiale, a été patiemment récupéré par Jean de Pouilly, le grand-père du propriétaire actuel du château et remonté, dans les années 1920, sur une des portes du château.
Cette porte est l'une des entrées de la tour carrée sud-est, placée à l'opposé de la porte  au décor de style flamboyant, citée précédemment.
Le décor est constitué d'une sorte de retable en l'honneur de saint Vincent, patron des vignerons. À gauche de la statuette du saint patron, placée dans une niche, une inscription : ST / VINCENT / PATRON / DES VIGN / ERON.

À droite, une date, 1830.
En dessous, un tableau très simple de feuilles de vigne est encadré à droite d'une grive, taillée dans la pierre, gourmande de raisin, avec l'inscription : LA GRIVE VOIT AVEC / PLAISIR LE RAISIN. Et à gauche, un vigneron armé d'un fusil surmonté de l'inscription : LE VIGNERON ACTIF / DEFFEND LES FRUITS / DE LA VIGNE.
Ces sculptures simples et naïves de 1830 sont l’œuvre de Jean Baptiste Noailles, villageois décédé en 1858.

## Localisation
Le château est situé sur la commune de Cornay, dans le département français des Ardennes. Il est légèrement en contrebas de l'église, et le chemin qui y accède démarre à la patte d'oie constituée par la D 4 et la D 42 et grimpe à travers un bosquet.
Le château tourne le dos à la fameuse forêt d'Argonne, et ses fenêtres offrent une vue sur la plaine et la vallée de l'Aire.
C'est une propriété privée, les propriétaires acceptant généralement les demandes de visites, en extérieur, durant l'été.

## Historique

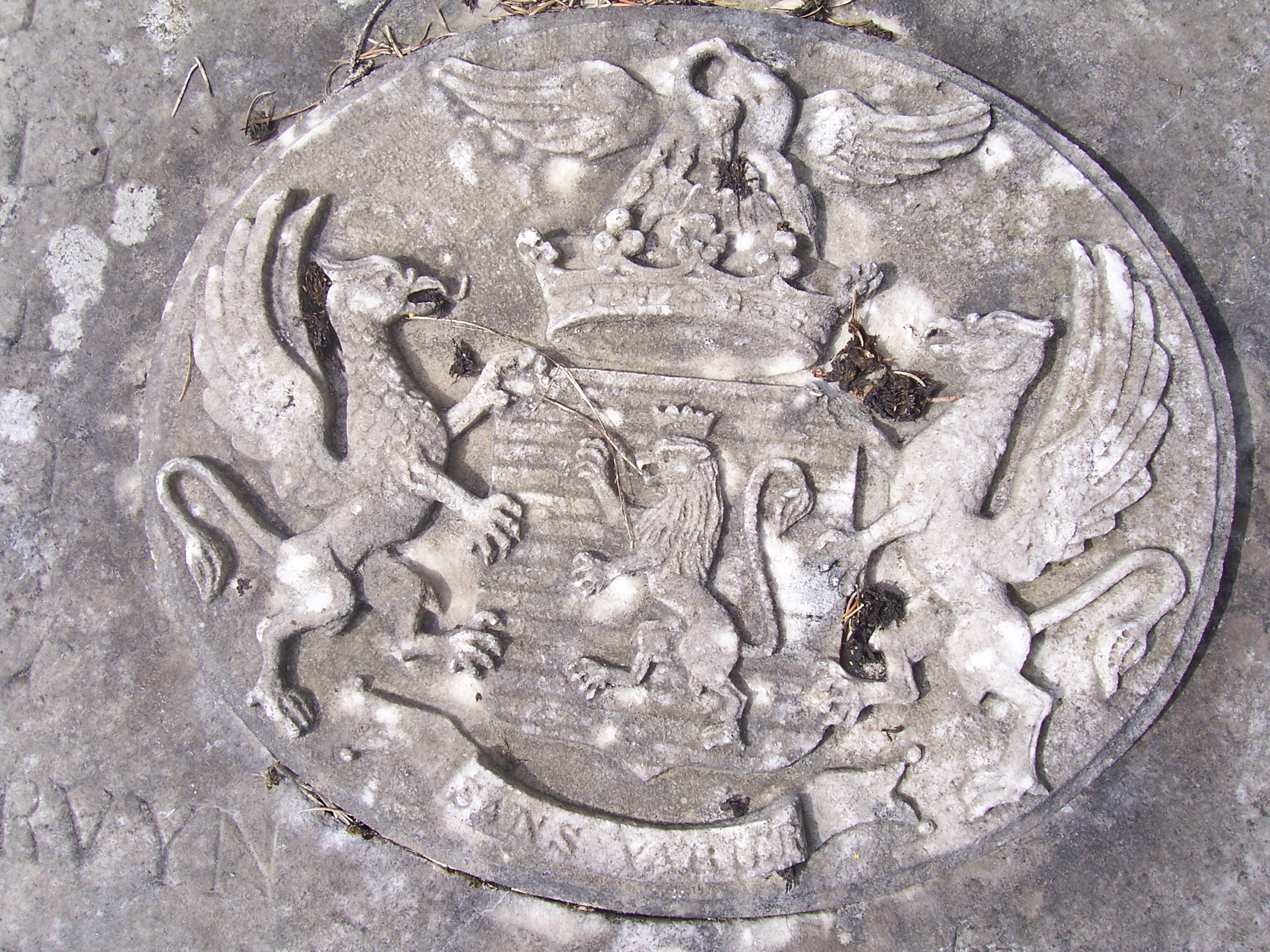
Armoiries de la famille de Pouilly sur un monument funéraire du cimetière de Cornay.

Ce château est depuis sa construction la propriété d'une même famille, la famille de Pouilly. Il se substitue à un château féodal sur motte détruit pendant les guerres de religion, qui était situé à l'ouest, de l'autre côté de l'église, sur le tertre occupée par le cimetière.
Il a été construit au début du XVIIe siècle.
Pendant la Révolution française, Charles de Pouilly émigre en 1792, comme son frère Anselme Louis. Il sert dans l'armée de Condé jusqu'en 1801. Il rentre en France en 1802 et se marie l'année suivante.
La sœur de ces ci-devants, Louise, épouse un brillant militaire roturier des jeunes armées révolutionnaires, Jean Baptiste Lorcet, qui participe à la pacification de la Vendée et devient général et baron d’Empire. Leur mère, Louise de Lardenois de Ville reste installée fermement dans le château de Cornay, bien que ses fils aient émigré. Elle essaye « en bonne citoyenne » de tenir la maison et de maintenir un lien entre les membres de sa famille, catholiques, athées ou protestants, royalistes ou bonapartistes. Grâce à sa présence, le château de Cornay n’est ni réquisitionné ni saisi. Après la Restauration de la monarchie, il redevient le point d'ancrage en Ardennes de cette branche des Pouilly, une branche qui reste fidèle à sa vocation militaire et qui sert loyalement les différents régimes à la tête de l’État.
Le château est profondément modifié à la fin du XIXe et au début du XXe siècle.
L'édifice est inscrit au titre des monuments historiques en 1990.